# 阿赫蒂
阿赫蒂（芬蘭語：Ahti），是芬蘭神話及民间故事中的水神。

## 水神阿赫蒂

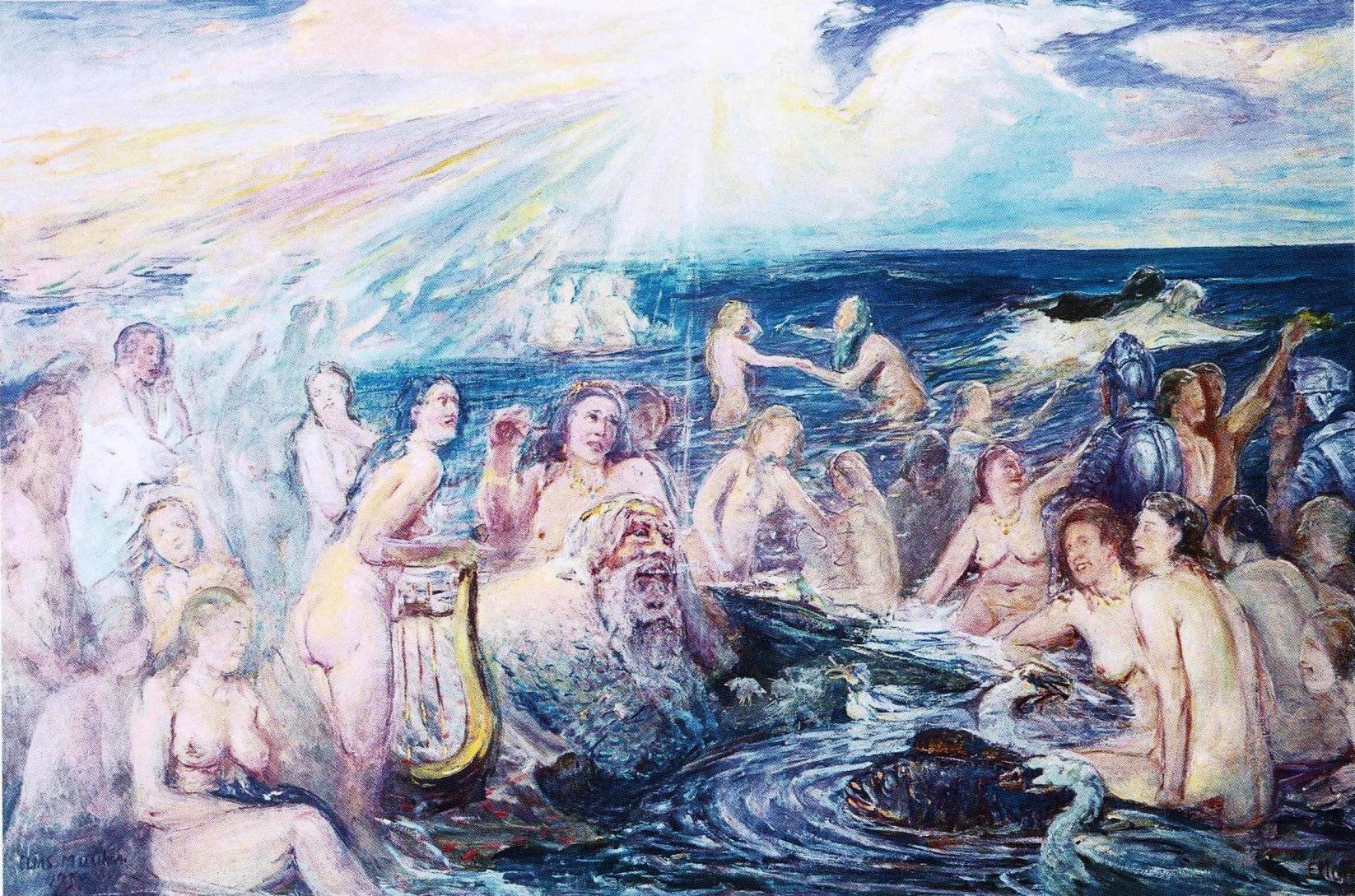
《阿赫蒂的领地里》，埃利亚斯·穆卡（Elias Muukka），1934年

米卡埃尔·阿格里科拉在1551年的书中提及到：“阿赫蒂从水里捕鱼”。而后来一份用拉丁语写成的诗体文本中提及到“阿赫蒂用渔网慢慢地捞了不同种类的鱼”。
作为水神的阿赫蒂主要出现在咒语中，但也少见。另一方面，“阿赫蒂”这个名字也会泛指主管各个领地的神祗，所以在史诗民歌中也会提及到主管森林、土地或风的阿赫蒂。
直至现今海洋或湖泊还经常称呼为“阿赫蒂的领地”（Ahdin valtakunta）。

## 《卡勒瓦拉》中的阿赫托
伦罗特在芬兰民族史诗《卡勒瓦拉》中用另外一个比较罕见的变体“阿赫托”（Ahto）来指代水神。这是因为在史诗中阿赫蒂这个名字用来指代“阿赫蒂·萨雷莱宁”（Ahti Saarelainen），即勒明盖宁（Lemminkäinen）。阿赫托出现在卡勒瓦拉第41部诗篇里，场景为阿赫托听取万奈摩宁的康特勒琴演奏。

## 备注
在孙用的中文《卡勒瓦拉》译本（1985年）里，译为“阿赫第”，译为“阿赫多”。